# Gauche sociale et radicale

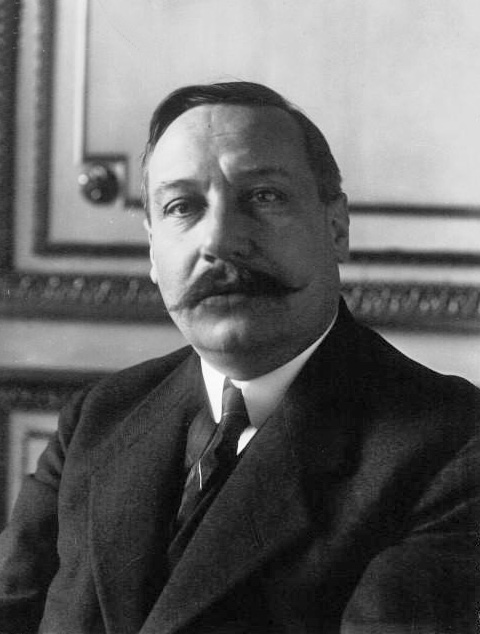
Henri Franklin Bouillon 1917

Die Gauche sociale et radicale (Soziale und radikale Linke) war eine  zentristische Fraktion im französischen Parlament der Dritten Republik, die 1928 in der Abgeordnetenkammer von Henri Franklin Bouillon gegründet wurde und bis 1932 bestand (14. Legislaturperiode).

## Geschichte
Die vom ehemaligen Radikalsozialisten Henri Franklin Bouillon gegründeten Comités radicaux unionistes (Radikale unionistische Komitees), die die Kontrolle über den radikalen Verband Seine-et-Oise übernommen hatten, bildeten 1928 eine „Partei“, die auf nationaler Ebene präsent war. Diese 17 Mitglieder starke parlamentarische Gruppe umfasste ehemalige Mitglieder des rechten Flügels der Radikalsozialistischen Partei und unabhängige Radikale, die ein neues Linkskartell ablehnten und sich an die Union nationale um Raymond Poincaré anlehnten. Sie nannte sich zunächst Groupe de la Gauche unioniste et sociale (Fraktion der unionistischen und sozialen Linken), bevor sie 1929 den Namen Gauche sociale et radicale annahm.
Die Fraktion wurde 1932 nicht erneuert. Die Bewegung fand sich später in der Fraktion der Radikalen Linken wieder, die 1936 zur Fraktion der Gauche démocratique et radicale indépendante (Unabhängige demokratische und radikalen Linke) wurde, um ihre Annäherung an die Alliance démocratique zu signalisieren.

## Politische Positionen
Die Gruppe stand in Opposition zum Briand-Kellogg-Pakt, zur internationalen Entspannungspolitik und zur Abrüstung. Sie befürwortete eine harte Politik gegen Weimar („Deutschland muss zahlen“). Aber die Mitglieder der Gruppe waren auch gegenüber den Verbündeten Frankreichs vorsichtig, vor allem gegenüber dem Vereinigten Königreich, das sie beschuldigten, während der Episode des Franc-Falls gegen die Finanzen des Landes spekuliert zu haben.
Sie befürworteten eine Union Nationale, die sowohl die Kommunisten als auch die Sozialisten ausschließen, aber die gesamte Rechte einbeziehen sollte. Aufgrund ihrer patriotischen Rhetorik wurden sie von André Siegfried als Nationalisten bezeichnet. Sie selbst bevorzugten die Bezeichnung „Unionisten“.

## Zitat
« Die soziale und radikale Linke um Franklin-Bouillon besteht hauptsächlich aus ehemaligen Radikalsozialisten, die aus einem Gefühl der nationalen Einheit heraus den Poincarismus dem Kartell vorziehen und sich in einer vage nationalistisch gefärbten Atmosphäre bewegen. Der Radikalismus hat immer versucht, diese Art von Temperamenten einzudämmen, aber fast immer endete er damit, sie zu eliminieren. Gehören sie wirklich in die Mitte? Jedenfalls haben sie sich dorthin geflüchtet, ohne deren Geist vollständig zu teilen, und sie würden auch nicht ohne weiteres in den Radikalismus der Puristen passen, der ihnen ihre abweichende Meinung nicht verzeiht. »

## Mitglieder der Fraktion 1928 bis 1932
- Victor Augagneur
- Georges Boucheron[3]
- Edmond Boyer[4]
- Fernand Brun[5]
- Louis Buyat[6]
- Pierre Cathala[7]
- Clément Cazaud[8]
- Charles Delesalle[9]
- Louis Dien[10]
- Henri Franklin Bouillon
- Jean Goy[11]
- Vincent Jacoulot[12]
- Albert Meunier[13]
- Émile Morinaud[14]
- Louis Poute de Puybaudet[15]
- Étienne Riché[16]
- Constant Verlot[17]